# Husain Mohsin al-Farsi
Husain Mohsin al-Farsi (* 18. Mai 2003) ist ein omanischer Leichtathlet, der sich auf den Mittelstreckenlauf spezialisiert hat. Er ist aktueller Inhaber des omanischen Landesrekordes über 800 und 1500 Meter.

## Sportliche Laufbahn
Erste Erfahrungen bei internationalen Meisterschaften sammelte Husain Mohsin al-Farsi im Jahr 2021, als er bei den U20-Weltmeisterschaften in Nairobi mit 1:50,34 min in der ersten Runde im 800-Meter-Lauf ausschied. Im Jahr darauf schied er bei den Arabischen U20-Meisterschaften in Radès mit 1:51,46 min ebenfalls im Vorlauf aus, wie auch bei den U20-Weltmeisterschaften in Cali mit 1:53,32 min. Kurz darauf verpasste er bei den Islamic Solidarity Games in Konya mit 4:03,37 min den Finaleinzug im 1500-Meter-Lauf. 2023 gewann er bei den Westasienmeisterschaften in Doha in 1:50,14 min die Silbermedaille über 800 Meter hinter dem Jemenit Abdullah al-Yaari und belegte über 1500 Meter in 3:46,88 min den vierten Platz. Anschließend belegte er bei den Arabischen U23-Meisterschaften in Radès in 1:50,07 min und 3:55,88 min die Plätze sieben und fünf, ehe er bei den Arabischen Meisterschaften in Marrakesch mit 1:49,20 min Fünfter über 800 Meter wurde. Daraufhin gelangte er bei den Panarabischen Spielen in Algier mit 3:48,88 min auf Rang sieben über 1500 Meter und wurde dann bei den Asienmeisterschaften in Bangkok in 3:47,12 min Zwölfter über 1500 Meter, während er über 800 Meter mit 1:49,50 min nicht über den Vorlauf hinauskam. Zudem verhalf er der omanischen 4-mal-100-Meter-Staffel zum Finaleinzug. Im Oktober gewann er bei den Asienspielen in Hangzhou in 1:48,51 min die Bronzemedaille über 800 Meter hinter dem Saudi-Araber Essa Ali Kzwani und Mohammed Afsal Pulikkalakath aus Indien. Im Jahr darauf belegte er bei den Hallenasienmeisterschaften in Teheran in 1:52,99 min den fünften Platz über 800 Meter und kurz darauf schied er bei den Hallenweltmeisterschaften in Glasgow mit 1:48,47 min im Vorlauf aus.

## Persönliche Bestzeiten
- 800 Meter: 1:47,68 min, 2. Oktober 2023 in Hangzhou (omanischer Rekord)
  - 800 Meter (Halle): 1:48,47 min, 1. März 2024 in Glasgow (omanischer Rekord)
- 1500 Meter: 3:46,88 min, 29. April 2023 in Doha (omanischer Rekord)
- 3000 Meter: 8:30,61 min, 21. Mai 2021 in Kuwait (omanischer U20-Rekord)
- 5000 Meter: 15:02,82 min, 21. Mai 2021 in Kuwait (omanischer U20-Rekord)